# The Bees
The Bees (in de Verenigde Staten bekend als 'A Band of Bees') is een Britse band uit Ventnor (op het eiland Wight). Hoewel de band meestal in de genres indierock of psychedelische rock wordt geplaatst, wordt er in vele muziekstijlen gespeeld, zoals garagerock, country, reggae en jazz.

## Biografie
Het debuutalbum Sunshine Hit Me uit 2002 werd meteen genomineerd voor de Mercury Prize. Het album was opgenomen in de tuinschuur van Paul Butler. De opvolger uit 2004, Free the Bees, werd daarentegen geproduceerd in de Abbey Road Studios. Daarna volgden in 2007 Octopus en in 2010 Every Step's A Yes.
De band trad op in het voorprogramma van onder meer Oasis (2005), Madness (2007), Paul Weller (2010) en Fleet Foxes (2011).
Een van de invloeden die door de band zijn genoemd is de geestverruimende drank ayahuasca. Butler maakte kennis met dit plantaardige middel via Devendra Banhart en ging te rade bij sjamanen in Peru. "Dit alles heeft veel vreugde in mijn leven gebracht. Ik denk dat je via deze manier van louteren je natuurlijke ritme hervindt. Iedereen heeft een individueel lied of een persoonlijk ritme in zich, en dat wordt daarmee ontsloten."

## Discografie

### Albums
- 2002 - Sunshine Hit Me
- 2004 - Free the Bees
- 2007 - Octopus
- 2010 - Every Step's a Yes

### Ep's
- 2002 - You Got to Leave
- 2007 - Listening Man

### Singles
- 2001 - "No Trophy"
- 2001 - "Punchbag"
- 2002 - "A Minha Menina"
- 2004 - "Wash in the Rain"
- 2004 - "Horsemen"
- 2004 - "One Glass of Water"
- 2005 - "Chicken Payback"
- 2006 - "Left Foot Stepdown"
- 2007 - "Who Cares What the Question Is?"
- 2007 - "Listening Man"
- 2008 - "(This Is For The) Better Days" (Ashley Beedle Remix)
- 2008 - "Papa Echo" (split met Mother Hips)
- 2010 - "Silver Line"
- 2010 - "I Really Need Love"
- 2010 - "Winter Rose"
- 2011 - "Go Where You Wanna Go"